# Шахтёр (дворец спорта)
Дворец спорта «Шахтёр» (укр. Палац спорту “Шахтар”) — памятник архитектуры в Донецке. Построен в 1952—1953 годах на месте бывшего кирпичного завода, остатки которого были убраны в 1947 году. Архитекторы — Георгий Иванович Навроцкий и О. К. Терзян.
Это первый крытый спортивный зал на Украине и один из первых в Советском Союзе крытых спортивных залов. До этого строились спортивные залы с лавками вдоль стен, а дворец спорта Навроцкого был многофункциональным сооружением с трибунами и имел оригинальную архитектуру.
Здание стало прообразом современных многофункциональных спортивных залов, сыграло роль в формировании нового типа общественных зданий и стало первым типовым специализированным спортивным комплексом в Советском Союзе, а также началом серии подобных сооружений.
Размеры основного зала — 30×30 метров, в комплекс также входят залы для занятий тяжёлой атлетикой, фехтованием и боксом. В зале предусмотрены трибуны для 600 зрителей. Под трибунами находятся раздевальные, душевые, инструкторские, массажные и другие подсобные помещения.
Здесь располагался гимнастический зал добровольного спортивного общества «Шахтёр».
Авторский коллектив получил всесоюзную премию за лучшее здание 1952 года. В настоящее время здание является памятником архитектуры и охраняется государством.
Во время строительства здания в 1952 году фасад дворца спорта выходил на бульвар Пушкина, а с тыльной стороны здания находились промышленные склады. В 1960-е годы была сформирована улица Университетская и оказалось, что тыльная сторона выходит на вторую по значению улицу Донецка, имея при этом не очень привлекательный вид.
Здание изображено на художественном маркированном конверте, который выпустила почта СССР 13 августа 1963 (художник И. Пчелко, номинал 4 копейки, подпись «Украинская ССР. Донецк. Дворец физкультуры „Шахтёр“», номер в каталоге ЦФА 2715).
31 октября 2011 года на стене здания со стороны бульвара Пушкина была установлена мемориальная доска работы донецкого художника Геннадия Грибова в честь того, что во дворце спорта в течение одиннадцати лет тренировалась Полина Григорьевна Астахова, советская гимнастка, Олимпийская чемпионка. В церемонии открытия приняли участие Лилия Подкопаева — олимпийская чемпионка, ученица Астаховой, спортсмены-ветераны и воспитанники спортивных школ города.
Надпись на мемориальной лоске гласит:
В этом Дворце спорта «Шахтёр» в 1952—1963 г.г. тренировалась пятикратная чемпионка Олимпийских игр, заслуженный мастер спорта СССР по спортивной гимнастике, Полина Астахова.

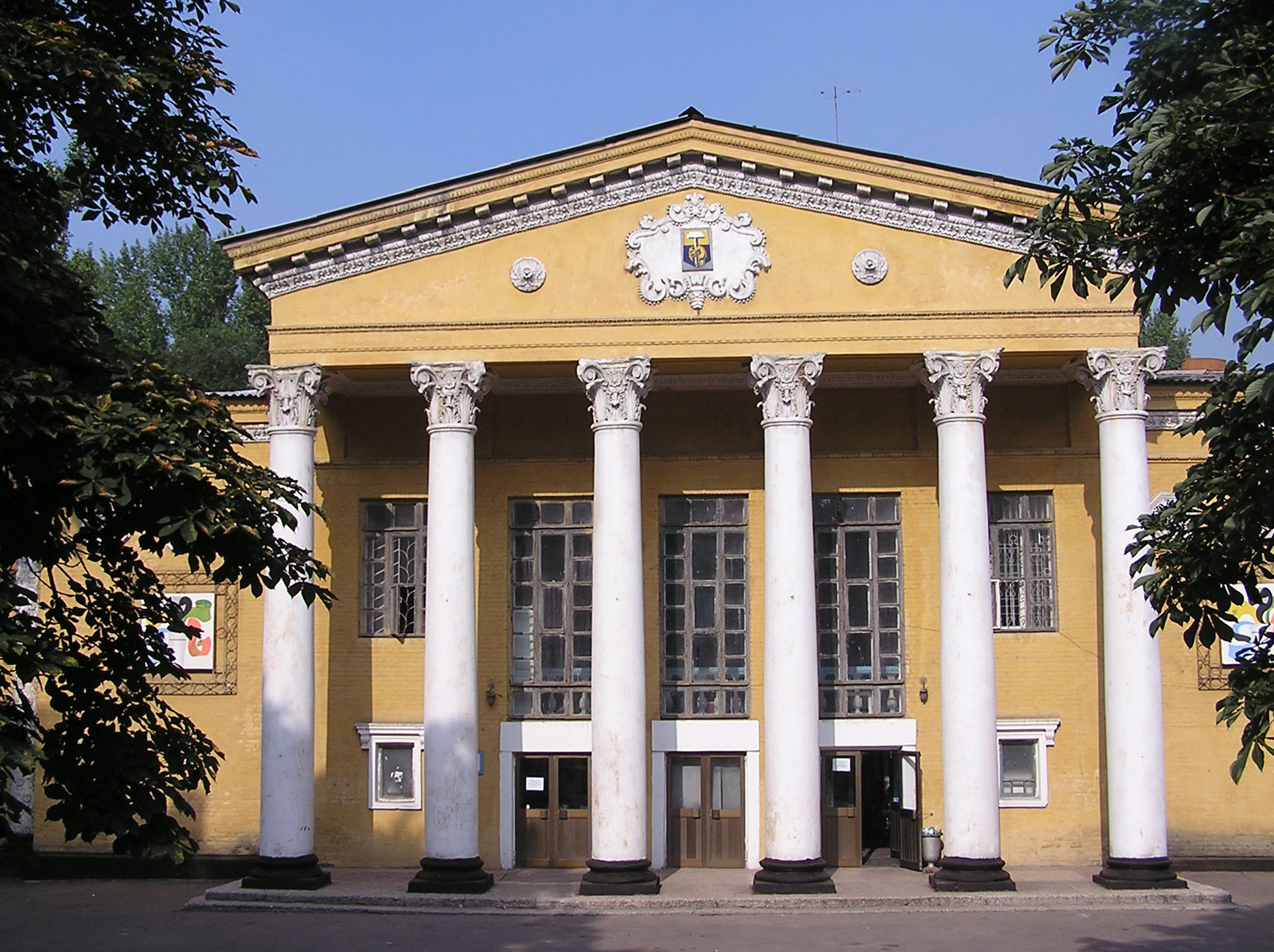
Фасад двореца спорта «Шахтёр»
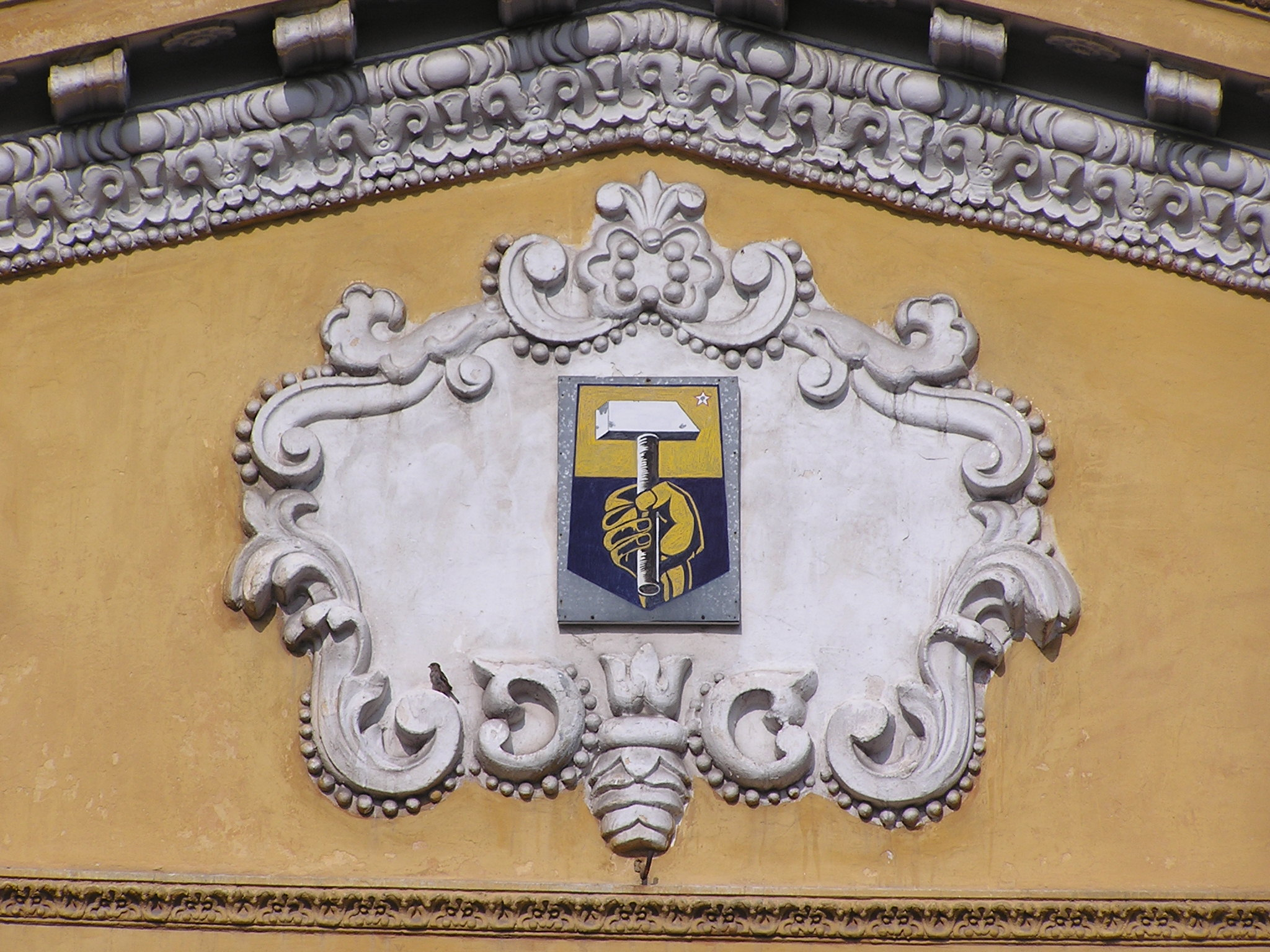
Герб Донецка на фасаде Дворца спорта «Шахтёр»
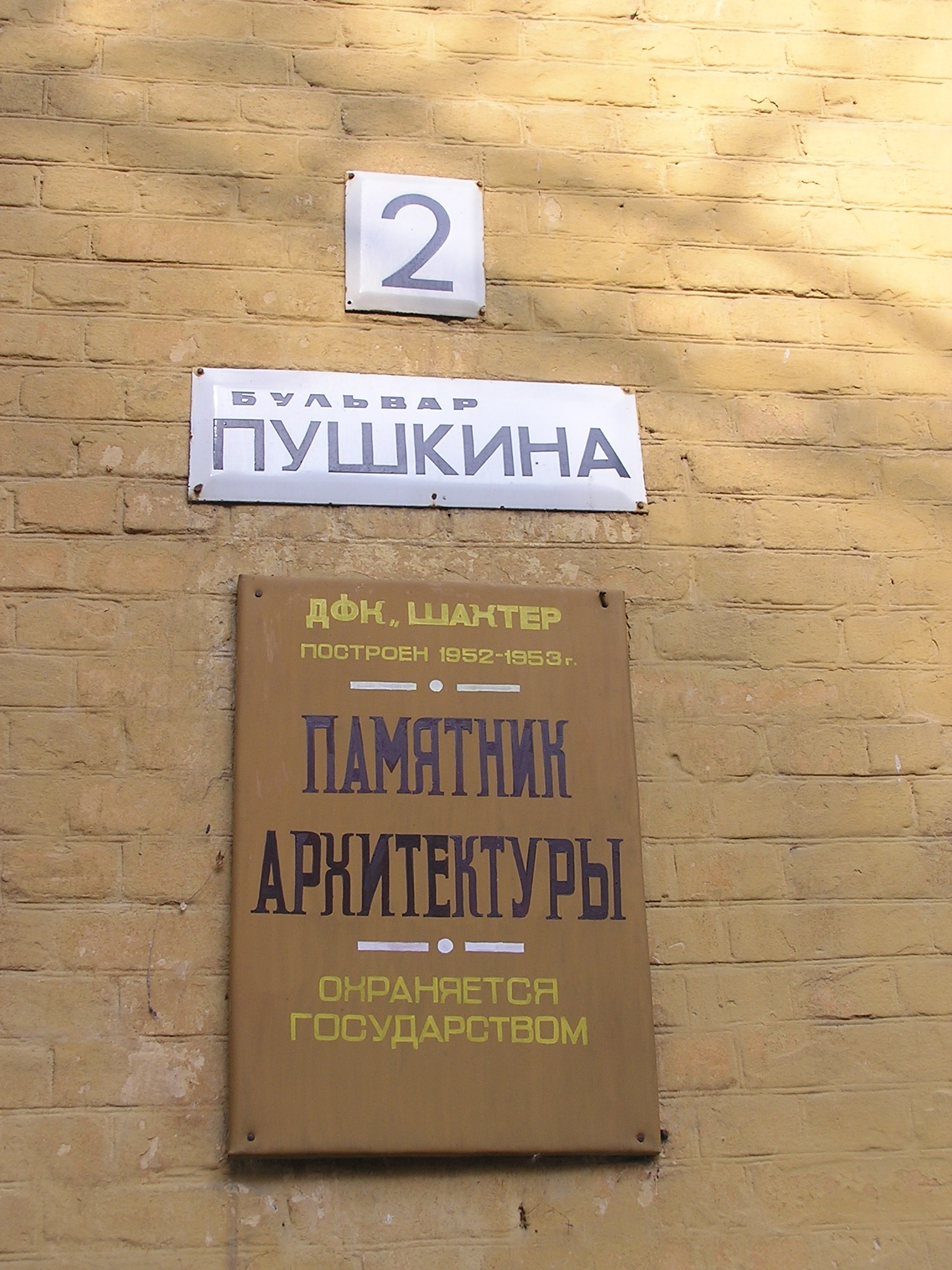
Табличка о статусе памятника архитектуры
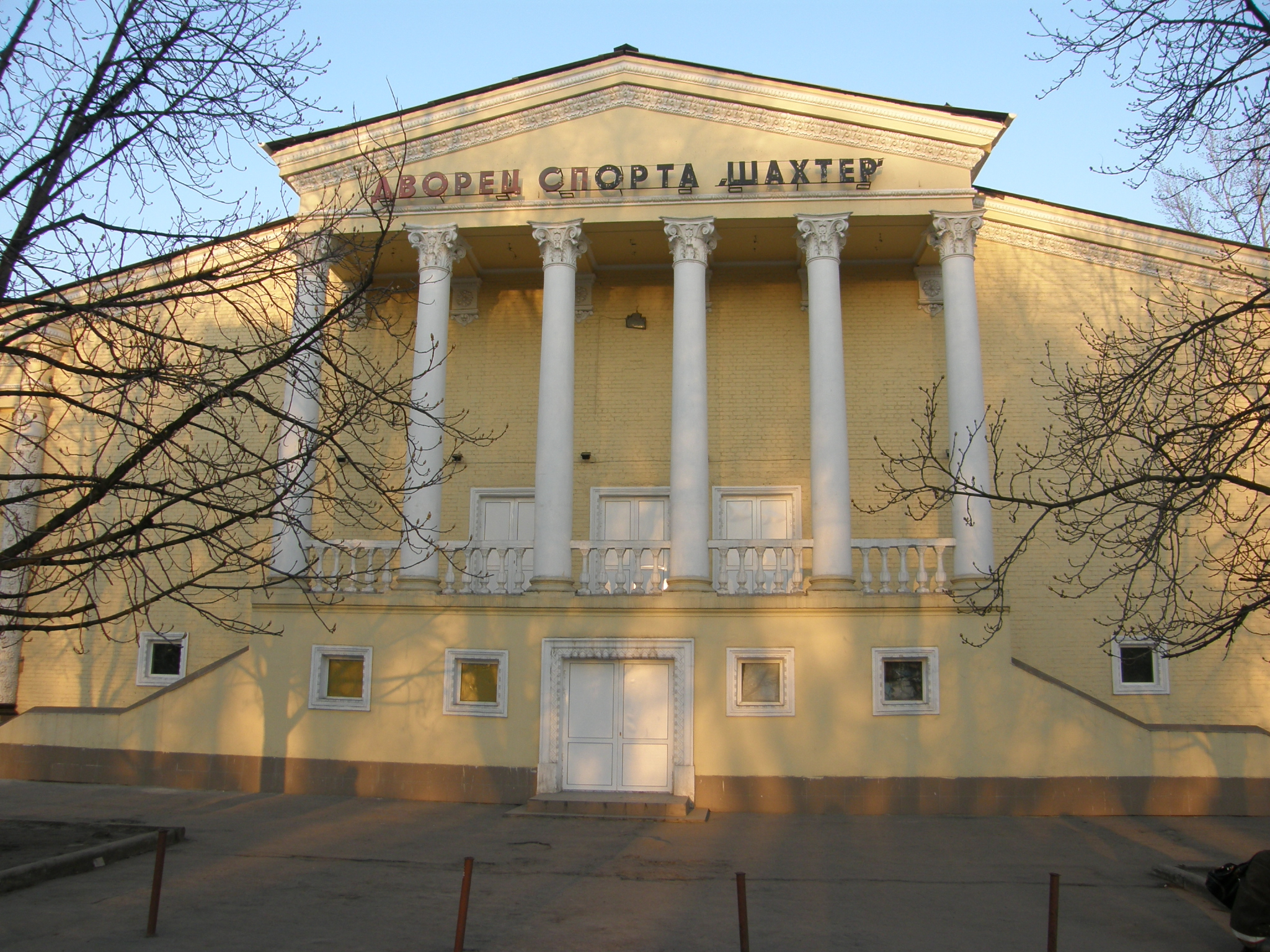
Тыльная сторона здания, выходящая на улицу Университетская